# Rubus oreades
Rubus oreades är en rosväxtart som beskrevs av P. J. Müll., Wirtgen och Léon Gaston Genevier. Rubus oreades ingår i släktet rubusar, och familjen rosväxter. Inga underarter finns listade i Catalogue of Life.